# Joan Jett
Joan Jett, vlastním jménem Joan Marie Larkin (* 22. září 1958 Wynnewood, Pensylvánie), je americká rocková zpěvačka a kytaristka.

## Život
Je původem z Pensylvánie. Od roku 1972 žije v Los Angeles, kde v roce 1975 s pomocí producenta Kima Fowleyho zakládá skupinu The Runaways. Ta je známá jako první pouze dívčí kapela v historii a vystupuje dokonce i v zámoří – Japonsku. V této době je na vrcholu slávy, ale v roce 1979 se kapela rozpadá a Jett v srpnu 1980 zakládá v New Yorku vlastní doprovodnou skupinu The Blackhearts. Úspěch se dostavuje až v roce 1982 coververzí I Love Rock 'N Roll, který dosahuje vrcholu americké hitparády. V roce 1985 ze skupiny odešli Crystal a Ryan, které nahradili Kasim Sulton a Thommy Price. V roce 1988 má Jett sólový hit I Hate Myself For Loving You. Jako producentka pracovala se skupinou Germs. V dnešní době Joan Jett opět nabyla slávu, a to dokonce i mezi mladší generací díky snímku The Runaways, kde ji v hlavní roli ztvárnila slavná herečka Kristen Stewart. Často také bývá označována jako „královna rock 'n' rollu“.